# Gnamptogenys solomonensis
Gnamptogenys solomonensis é uma espécie de formiga do gênero Gnamptogenys.